# 巴比·湯森
羅伯特·布朗·湯森（英語：Robert Brown Thomson，1923年10月25日—2010年8月16日），小名巴比·湯森（Bobby Thomson），生於蘇格蘭格拉斯哥，守備位置為外野手，為美國大聯盟傳奇強打者之一。
他最著名的事蹟是在1951年國聯冠軍賽加賽中，為纽约巨人隊擊出再見全壘打，又叫做「全世界都聽得到的那一擊」（Shot Heard 'Round the World）。巨人隊靠著這支再見全壘打，擊敗死對頭布魯克林道奇，拿到1951年的國家聯盟冠軍。

## 生平
湯森生於蘇格蘭格拉斯哥，兩歲時隨著家庭搬到美國紐約，之後在紐約長大。